# Salmeen Khamis
Salmeen Khamis (Arabic:سالمين خميس) (sinh ngày 9 tháng 10 năm 1991) là một cầu thủ bóng đá người Các Tiểu vương quốc Ả Rập Thống nhất. Hiện tại anh thi đấu ở vị trí hậu vệ cho Shabab Al-Ahli.